# Observatoire national (Brésil)
L'Observatoire national (en portugais Observatório Nacional) est un observatoire astronomique situé à Rio de Janeiro, au Brésil. Fondée par Pierre Ier le 15 octobre 1827, c'est l'une des plus anciennes institutions scientifiques du pays. Son but initial était de guider les études géographiques du Brésil et l'enseignement de la navigation.
L'institut est responsable de l'heure officielle brésilienne et effectue diverses recherches et études en astronomie, astrophysique et géophysique. Il propose des cours de troisième cycle menant à la maîtrise et au doctorat.

## Histoire
Il y a eu des observations astronomiques au Brésil depuis l'époque coloniale. Selon le père Serafim Leite, les jésuites avaient installé un observatoire dans leur école de Castle Hill à Rio de Janeiro en 1730. Au même endroit, en 1780, les astronomes portugais Sanches d'Orta et Oliveira Barbosa installèrent un observatoire et commencèrent à effectuer des observations régulières d'astronomie, de météorologie et de magnétisme terrestre. Avec le transfert de la cour portugaise au Brésil en 1808, la collection de cet observatoire fut transférée à l'Académie Royale Militaire.
Le 27 septembre 1827, l'Assemblée générale législative de l'Empire autorisa le gouvernement à créer un observatoire astronomique relevant du ministère de l'Empire, et le 15 octobre 1827, l'empereur Pierre Ier décréta sa création. Il fut installé dans la tour de l'École militaire, et fut dirigé initialement par le professeur de mathématiques Pedro de Alcântara Bellegarde. En 1845, le ministre de la Guerre, Francisco Jeronimo Coelho, réorganisa l'institution en tant qu'Observatoire impérial de Rio de Janeiro. Lorsqu'il assuma le poste de directeur, le professeur Soulier Sauve, de l'école militaire, qui déménagea à la forteresse de Conception, en 1846, a fait approuver son premier règlement par décret.
Entre 1846 et 1850, le directeur de l'Observatoire déménage à nouveau, cette fois dans les anciens locaux d'une église à Castle Hill, où il restera jusqu'en 1920.
Entre 1827 et 1871, l'Observatoire s'est presque exclusivement consacré à l'éducation des élèves des écoles militaires de terre et de mer. En 1871, il a été retiré de la tutelle militaire et réorganisé pour se consacrer exclusivement à la recherche et au service de la société dans les domaines de la météorologie, de l'astronomie, de la géophysique, de la mesure et de la détermination du temps. L'astronome et ingénieur militaire belge Luis Cruls succéda en 1881, restant en fonction jusqu'en 1908. En 1888, le Parlement approuva le financement pour commencer la construction du nouvel Observatoire dans le Trésor Impérial de Santa Cruz, mais l'année suivante la proclamation de la République fit que l'Observatoire relevait à nouveau du ministère de la Guerre et changea de nom pour devenir l'Observatoire de Rio de Janeiro, auquel est annexé le Service géographique. L'idée de son déménagement à Santa Cruz a alors été abandonnée. En 1909, a été créé au sein du ministère de l'Agriculture, le Département de météorologie et d'astronomie, qui a été placé sous le contrôle du nouvel Observatoire national, remplaçant l'Observatoire de Rio de Janeiro.
Le 28 septembre 1913, a été posée la première pierre du nouvel Observatoire national sur la Colina de São Januário (Colline de São Januário), à Rio de Janeiro. En 1921, la Direction de la météorologie avait séparé les deux domaines qui la composaient, donnant naissance à deux instituts : l'un consacré à la météorologie, appelé Direction de la météorologie, et un autre à l'astronomie, la géophysique et la métrologie, qui conserva le nom d'Observatoire national. Cette année-là, l'Observatoire reçoit la visite d'Albert Einstein, lors de son séjour au Brésil. En 1922, l'observatoire a été transféré de Castle Hill, actuelle Esplanada do Castelo, à la colline de São Januário, où il est toujours installé. 
En 1930, l'Observatoire national est intégré au ministère de l'Éducation et de la Culture nouvellement créé. En 1955, il élargit ses recherches sur le magnétisme terrestre en dirigeant un observatoire sur l'île de Tatuoca à l'embouchure du fleuve Amazone.

## Découvertes notables
En janvier 1997, l'astronome Duília de Mello a découvert SN 1997D, une supernova de type II particulière .
La Division Service de l'heure de l'Observatoire national  (Divisão Serviço da Hora, DSO, en portugais) est, selon la loi brésilienne, la seule institution désignée pour générer, conserver et diffuser l'heure légale brésilienne . Le DSO exploite la station de radio PPE, diffusant l'heure légale brésilienne sur plusieurs fréquences .